# Бисквит (фарфор)
Бискви́т (фр. biscuit — сухарь, сухое печенье, от лат. bis coctum — дважды испечённое) — разновидность керамики, неглазурованный фарфор, изделие из белой фарфоровой массы, не покрытое блестящим слоем свинцовой глазури.

## Значения
Поверхность изделий из бисквита белая, матовая и слегка шероховатая, что придаёт таким изделиям сходство с мраморными. Пористая текстура бисквита препятствует его использованию в качестве материала для изготовления посуды, но в истории декоративно-прикладного искусства бисквит применяли для мелкой пластики — фигурок, украшений, рельефных плакеток.
Существует понятие бисквитного (первичного) обжига керамических изделий. Температура первичного обжига обычно 800—1000 °C, причём первая стадия нагрева идет достаточно медленно, чтобы испаряющаяся вода не вызывала деформаций предмета. Бисквитный обжиг вызывает необратимые химические и физические изменения, в результате чего получается прочное, пористое изделие. После бисквитного обжига изделие может подвергаться дальнейшей обработке с помощью разнообразных шликеров и глазурей и повторного, часто неоднократного обжига, но может оставаться и неглазурованным. Бисквитная керамика пориста и легко впитывает воду; стекловидная керамика и костяной фарфор не пористы даже на стадии бисквита.

## История изделий из бисквита
Мода на изделия из неглазурованного фарфора появилась в середине XVIII века в связи с распространением в западноевропейском и русском искусстве идей классицизма. Первые статуэтки из неглазурованного фарфора своей матовой зернистой поверхностью ассоциировались с античными мраморами. Их изготавливали на Севрской фарфоровой мануфактуре с 1751 года по рисункам живописца Жан-Жака Башелье.
С приходом на мануфактуру в 1757 году выдающегося скульптора Этьена Мориса Фальконе севрские бисквиты получили европейскую известность. Вначале Фальконе работал по рисункам Франсуа Буше, но затем стал использовать собственные модели. Свои лучшие произведения во Франции, перед отъездом в 1766 году в Россию, Фальконе создал именно в бисквите. К ним относятся портрет мадам де Помпадур, парные статуэтки Амура и Психеи и знаменитая «Купальщица», которую повторяли на мануфактуре в течение многих десятилетий.
В России на Императорском фарфоровом заводе с 1779 года в бисквите работал известный французский скульптор Жан-Доминик Рашетт.
В 1785 году в Риме итальянский рисовальщик и гравёр, археолог, антиквар и коллекционер произведений античного искусства Джованни Вольпато открыл производство скульптурок из бисквита, воспроизводящих знаменитые античные статуи, хранящиеся в музеях Рима, Неаполя и в частных коллекциях. Бисквитные вазы, рельефные плакетки в подражание античным камеям в 1770-х годах выпускала мануфактура «Этрурия» Джозайи Веджвуда в Англии.
С 1847 года на фабрике Томаса Минтона в Стаффордшире (Центральная Англия) выпускали фигурки из белого, слегка просвечивающего в тонких слоях бисквита в подражание античной скульптуре. Они вызывали ассоциации с греческим паросским мрамором, поэтому были названы «парианами».
В 1870—1904 годах французский художник-керамист Марк-Луи-Эммануэль Солон под псевдонимом «Майлз» использовал технику пат-сюр-пат (фр. pâte-sur-pâte — «масса на массу»), в которой он ещё с 1849 года успешно имитировал античные камеи. В Севре на протяжении двух столетий выпускали плакетки, вставки в мебель, медали, броши, кулоны, в том числе в технике «шликерной пасты» (пат-сюр-пат) «a la grèce antique».
Просвечивающие плакетки из тонкого бисквита называли литофаниями (др.-греч. λίθος — камень и (др.-греч. φανής — светлый, прозрачный). Эффект просвечивания в тонких слоях материала усиливался за счёт рельефности. Так же называли античные геммы из полупрозрачного оникса.
В начале XIX века фигурки из бисквита на Берлинской фарфоровой мануфактуре изготавливали по моделям скульптора И. Г. фон Шадова. Похожие изделия выпускали на Венской и Копенгагенской фарфоровых мануфактурах. В 1860—1880 годах в Германии и Австрии делали бисквитные куклы.
В 1819—1840 годах на Санкт-Петербургском императорском заводе потомственный мастер Пётр Иулианович Иванов создал необычное произведение — букет цветов из тончайшего белого бисквита с кремовым оттенком. Мастер в течение многих лет совершенствовал рецепт фарфоровой массы, чтобы достичь задуманного эффекта: лепестки роз, георгинов и гвоздик, вылепленные из бисквита, кажутся живыми. Композиция, размещённая на голубой плакетке в «корзинке» из золочёного дерева диаметром 69 см, производит магическое впечатление. «Фарфоровое чудо» Иванова демонстрировали на первой Всемирной выставке в Лондоне в 1851 году. На заводе трудилась целая семья Ивановых, поэтому несмотря на широкую известность, атрибуция этого произведения подвергается сомнениям.

## Применение в минералогии
Пластины из бисквита применяют в минералогии для определения цвета черты минералов, что является одним из важных диагностических признаков, позволяющих идентифицировать минерал.

## Галерея

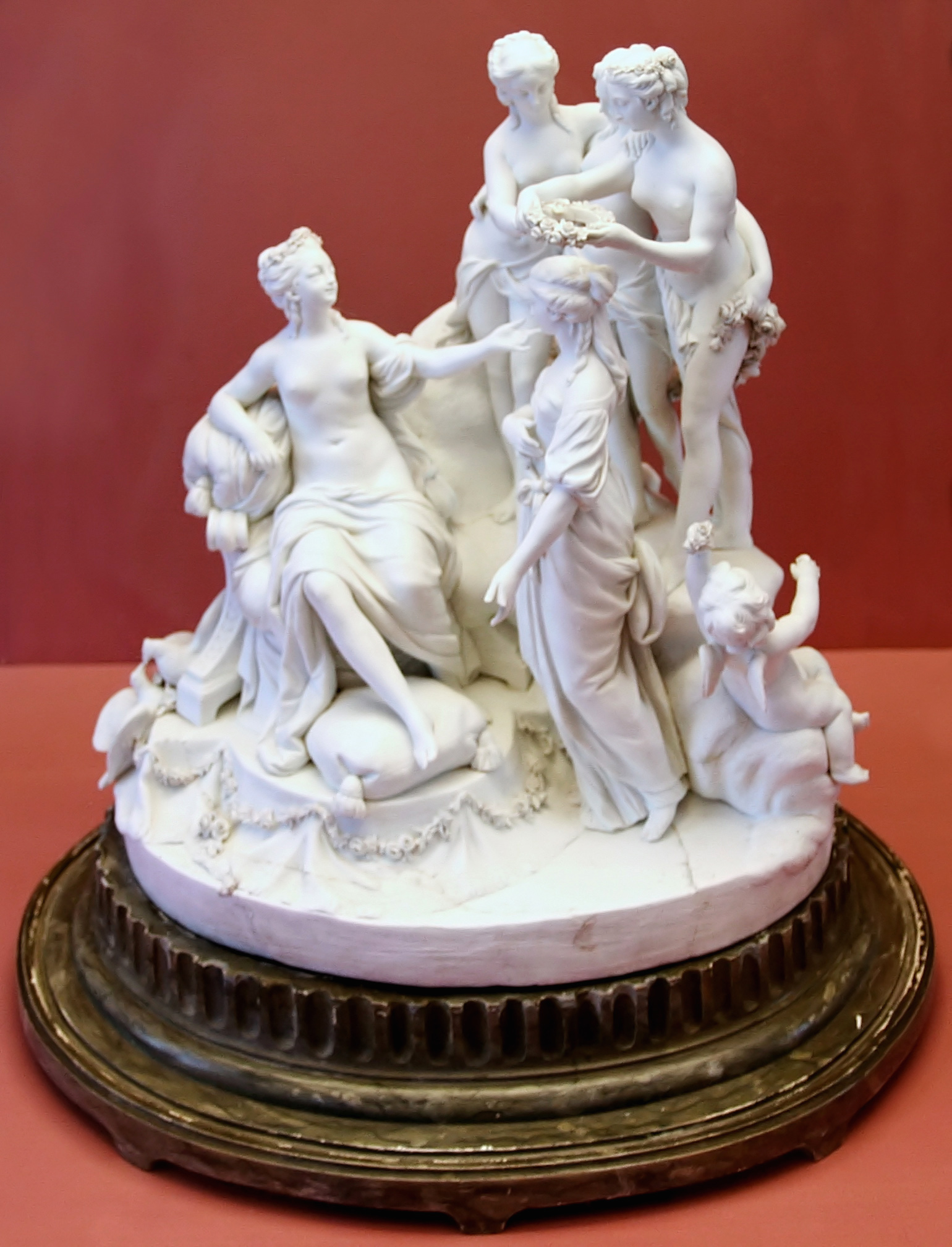
Венера и грации коронуют Красоту. Севр, 1790-е гг.
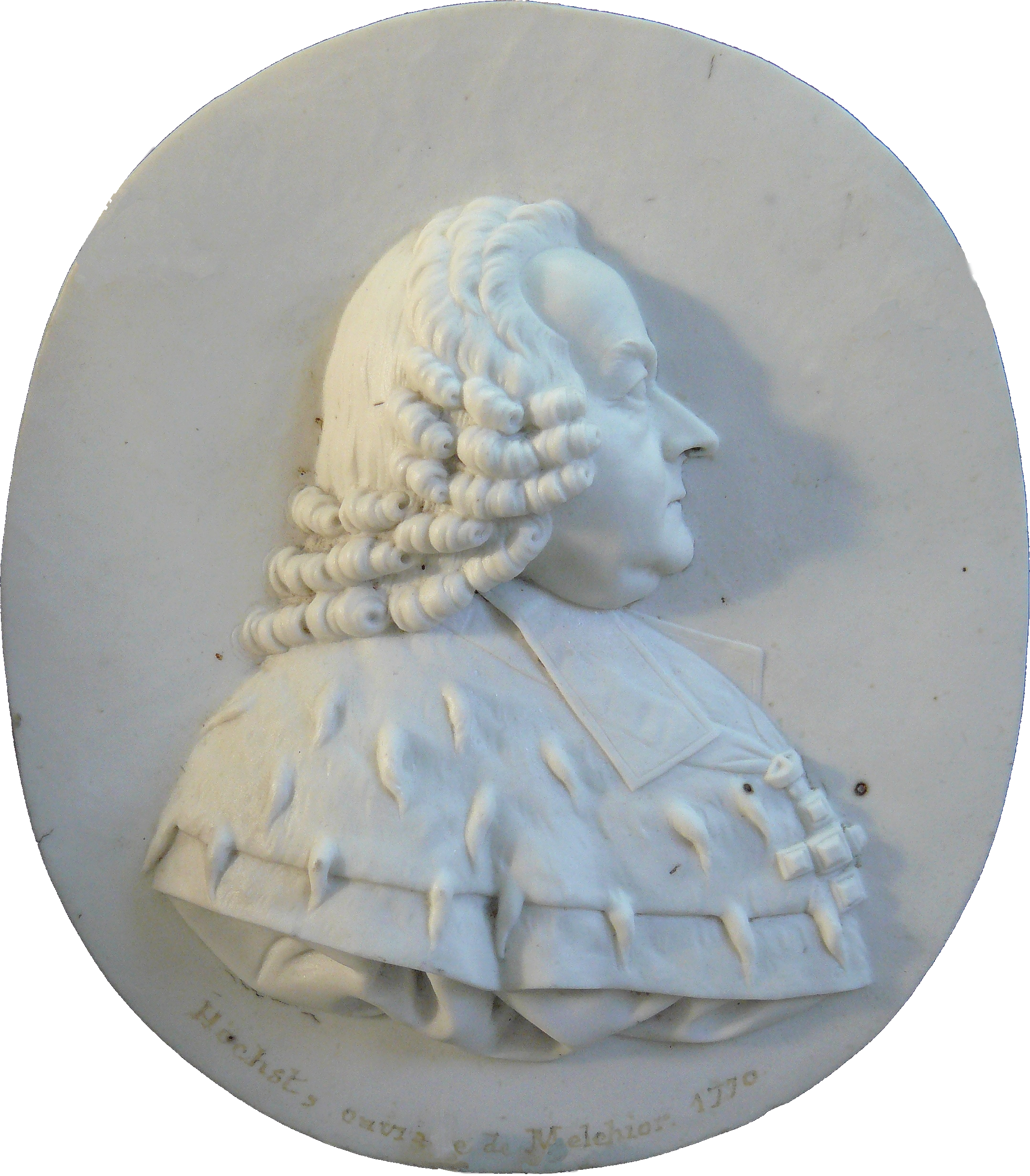
Медальон. Портрет курфюрста Майнца Иоганна Фридриха Карла фон Остайна. Севр, около 1770 г.
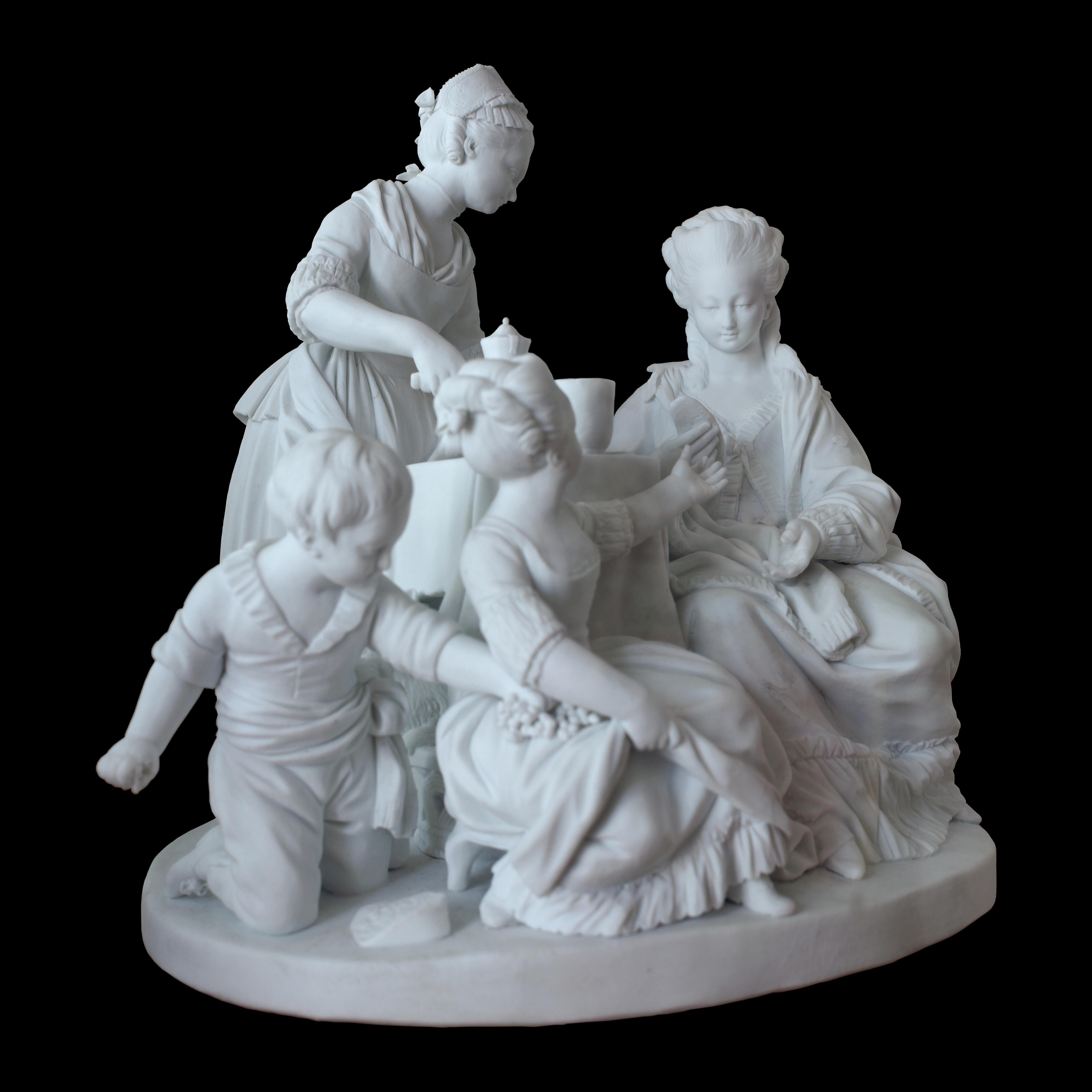
Л.-С. Буазо. Завтрак. Севр
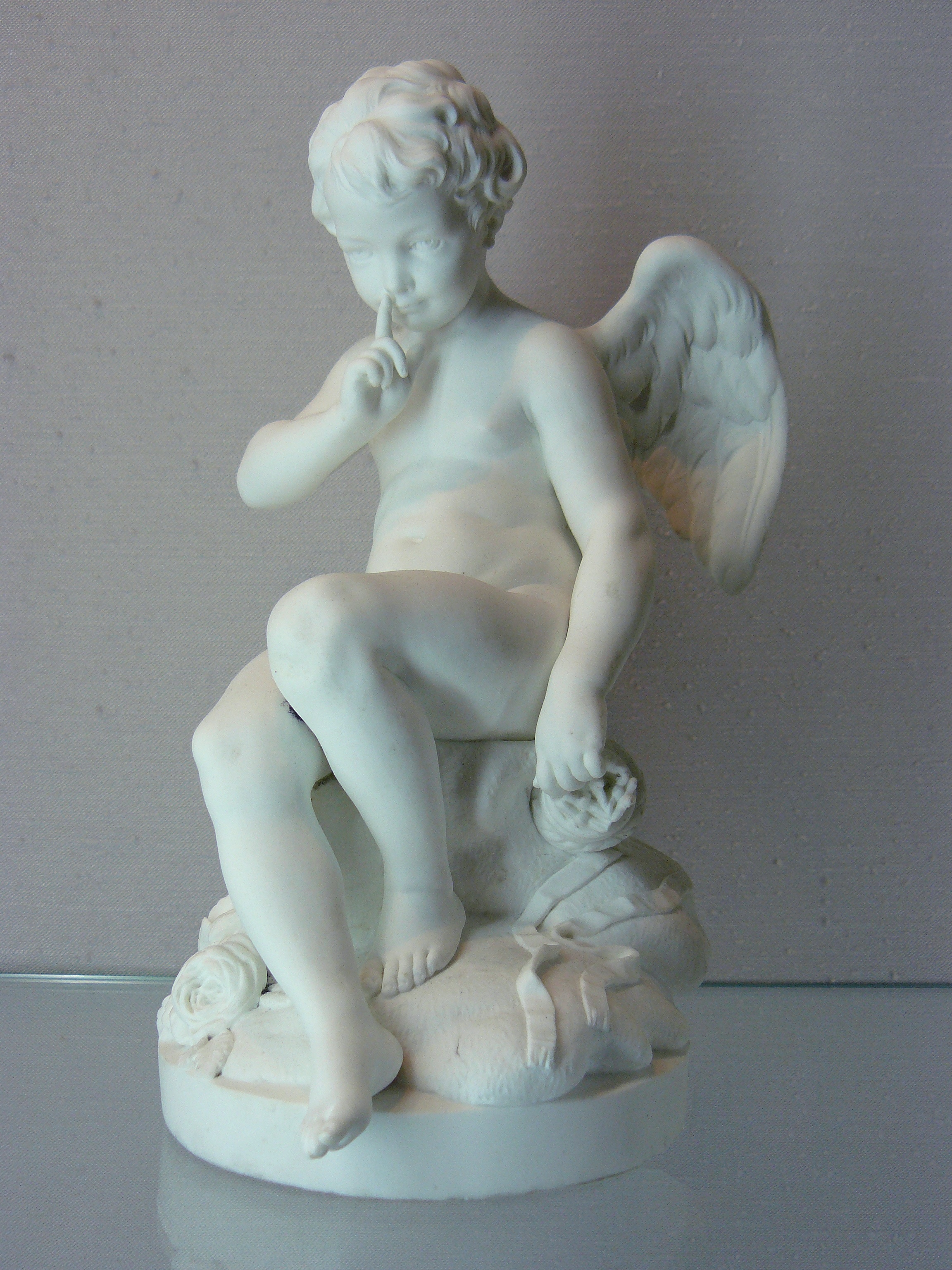
Э.-М. Фальконе. Грозящий Амур. Бисквит, ок. 1758 г.
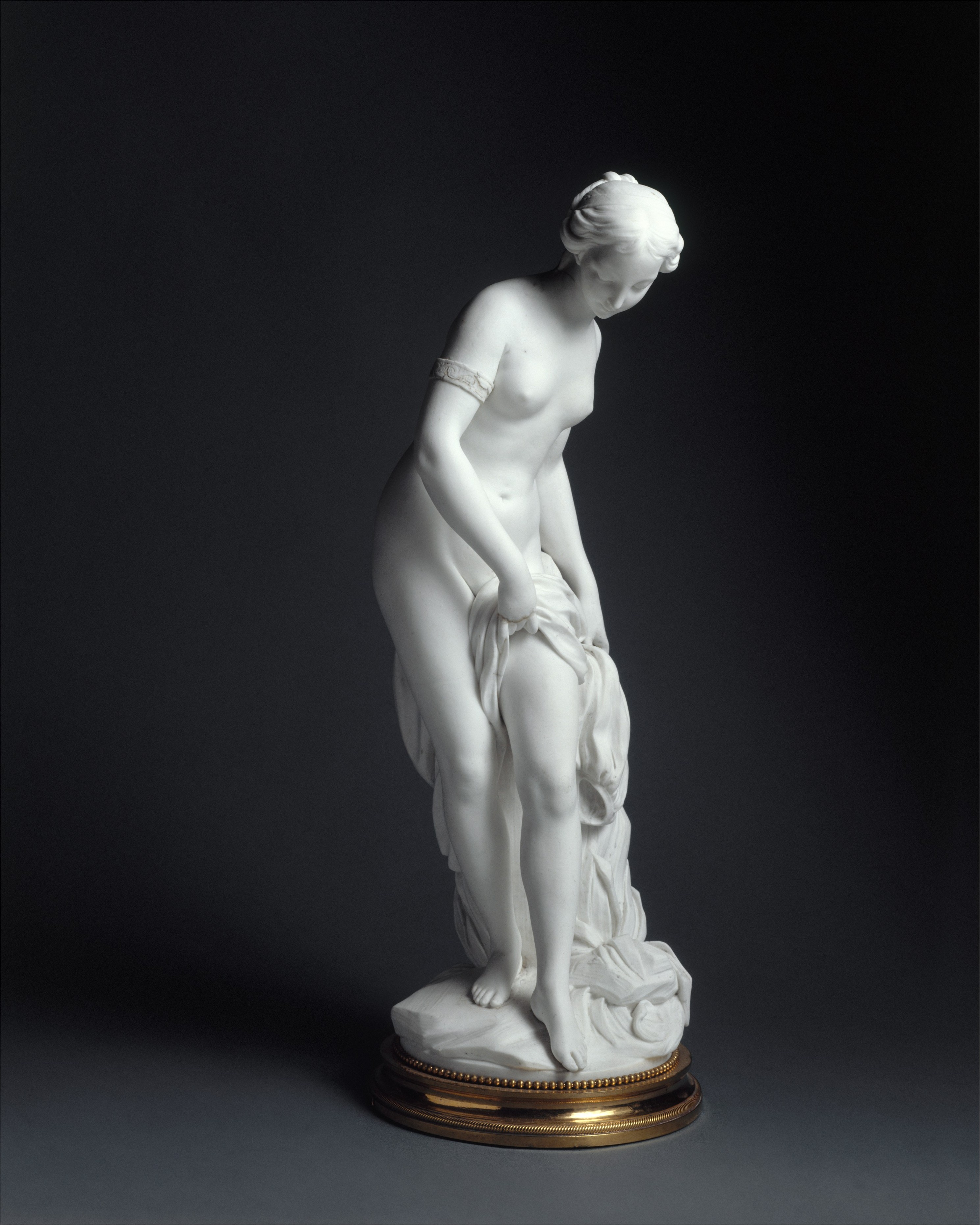
Э.-М. Фальконе. Купальщица. Бисквит, 1758-1766 гг.
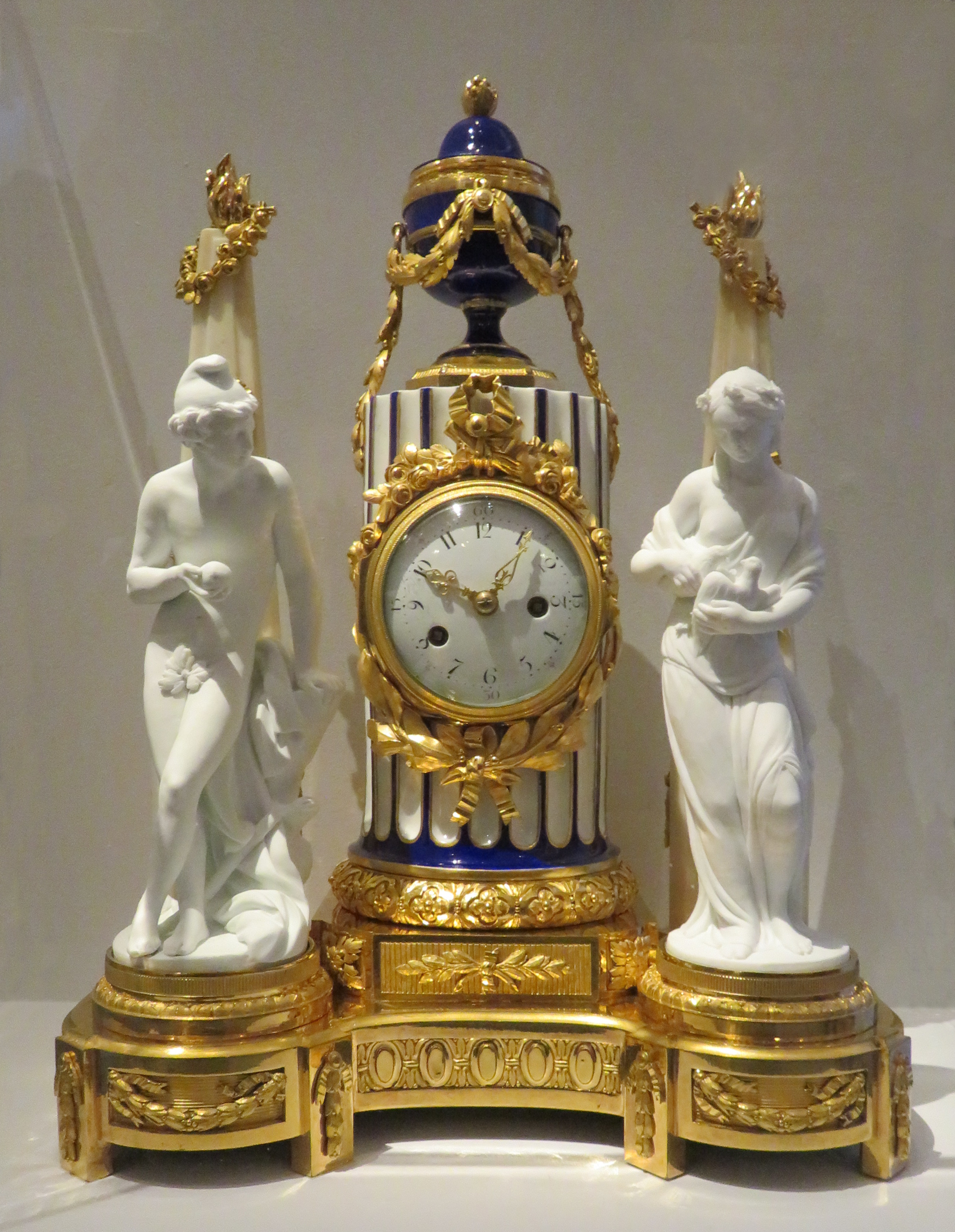
Часы мадам Дюбарри с фигурами из бисквита. Севр, 1771
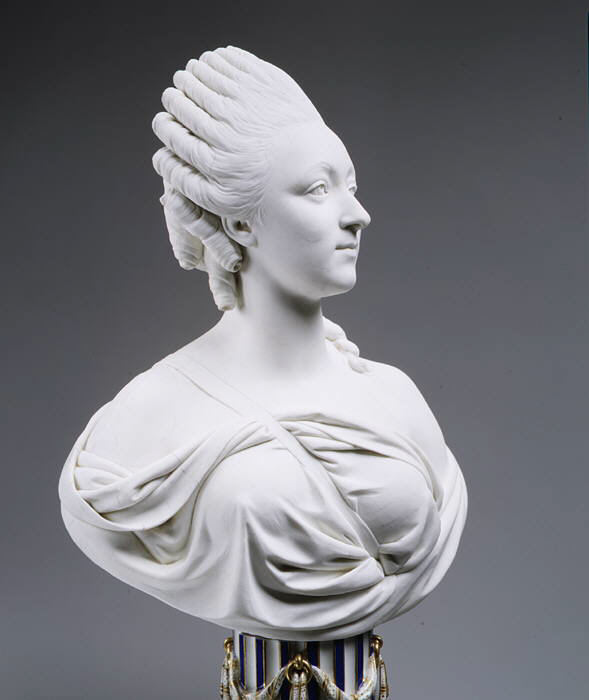
Бюст мадам Дюбарри. Севр, 1772
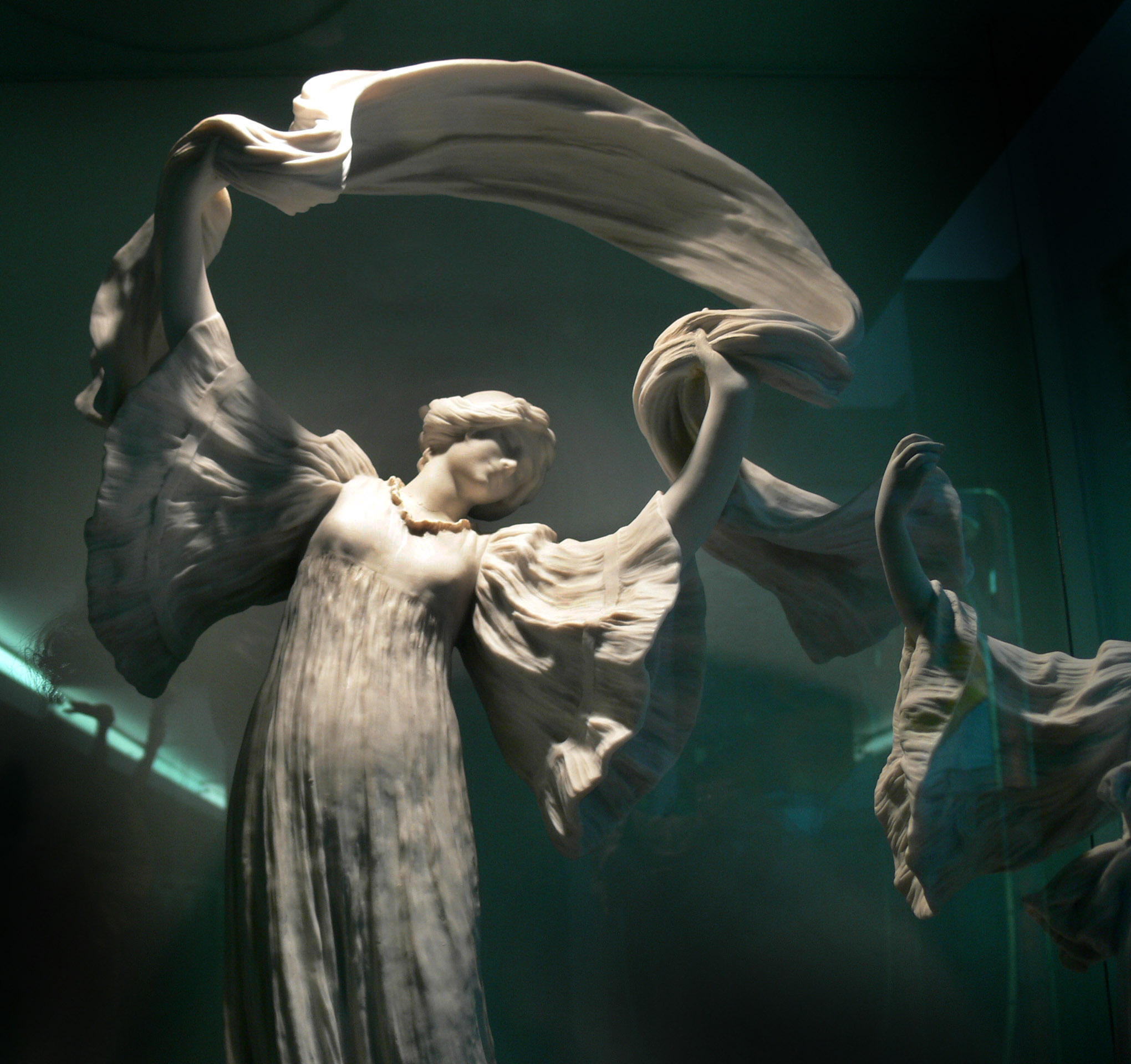
А. Леонар ван дер Вейдевельд. Танец с шарфами. Деталь. 1900. Бисквит. Севрская фарфоровая мануфактура